# Matadero
Matadero és una sèrie de televisió espanyola produïda per Diagonal TV, del grup Endemol Shine Iberia, per a Atresmedia Televisión i protagonitzada per Pepe Viyuela. Es va emetre a Antena 3 del 9 de gener al 13 de març de 2019. Creada i coordinada per Daniel Martín Sáez de Parayuelo i dirigida per Jordi Frades, consisteix en una temporada de 10 episodis amb un final obert.

## Trama
A Torrecillas, un poble fictici de Zamora pròxim a Portugal i a Galícia, Alfonso (Pepe Viyuela) és un veterinari de professió que treballa certificant i validant animals de dubtosa qualitat en l'escorxador del seu cunyat, Francisco (Antonio Garrido), perquè la seva esposa, María José (Carmen Ruiz), no s'assabenti d'un secret que podria destrossar el seu matrimoni. No obstant això, Alfonso no s'assabenta que un dels animals transporta droga, i aviat, una situació inesperada d'última hora posa potes enlaire la vida quotidiana del poble.

## Repartiment

### Repartiment principal
- Pepe Viyuela – Alfonso Cubillos
- Lucía Quintana – Almudena Jiménez †
- Ginés García Millán – Pascual †
- Miguel de Lira – Teo †
- Carmen Ruiz – María José Jiménez
- Camila Viyuela – María Cubillos
- Filipe Duarte – Vasco †
- Julio Pereira – Fermín (Episodi 1 - Episodi 6; Episodi 8 - Episodi 10)
- Marta Calvó – Teresa † (Episodi 1 - Episodo 10)
- Gonzalo Uriarte – Da Silva † (Episodi 1 - Episodi 4; Episodi 6 - Episodi 9)
- Iván Cózar – Nuño
- Franky Martín – Ricardo Benito
- Janfri Topera – Sargento Villanueva
- Eduardo Antuña – Herminio
- Mateo Jalón – Martín Cubillos (Episodi 1 - Episodi 4; Episodi 10)
- Pep Ambròs – Jacobo García (Episodi 2 - Episodi 10)

Amb la col·laboració especial de
- Antonio Garrido – Francisco Sánchez † (Episodi 1 - Episodi 3)
- Tito Valverde – Salvador Benito † (Episodi 1 - Episodi 10)
- José Ángel Egido – Don Julio † (Episodi 1 - Episodi 9)
- Pedro Casablanc – Aguirre † (Episodi 5; Episodi 7 - Episodi 9)

### Repartiment secundari
- Maika Barroso – Mare de Nuño (Episodi 1 - Episodi 10)
- Jordi Aguilar – Montes (Episodi 1 - Episodi 2; Episodi 4 - Episodi 8; Episodi 10)
- Belén Constenla – Inmaculada † (Episodi 4 - Episodio 9)
- Mejoddy Bermúdez – Coral † (Episodi 1; Episodi 4 - Episodi 5; Episodi 7 - Episodi 10)
- Rafa Núñez – Alcalde (Episodi 2; Episodi 9 - Episodi 10)
- Miguel Borines – Soci de Don Julio (Episodi 6; Episodi 10)

(Nota: El símbol (†) indica que el personatge va morir en la sèrie)

## Episodis
| Temporada | Temporada | Episodis | Estrena            | Final              | Audiència mitjana | Audiència mitjana | Audiència mitjana |
| Temporada | Temporada | Episodis | Estrena            | Final              | Espectadors       | Quota             |                   |
| --------- | --------- | -------- | ------------------ | ------------------ | ----------------- | ----------------- | ----------------- |
|           | 1         | 10       | 9 de gener de 2019 | 13 de març de 2019 | 1 770 000         | 12,1%             |                   |

### Primera temporada (2019)
| Núm. (sèrie) | Núm. (temp.) | Títol                                  | Director(és)         | Guionista(as)                                                                | Data d'emissió       | Audiència         |
| ------------ | ------------ | -------------------------------------- | -------------------- | ---------------------------------------------------------------------------- | -------------------- | ----------------- |
| 1            | 1            | «El secreto del avestruz»              | Jordi Frades         | Daniel Martín Sáez de Parayuelo                                              | 9 de gener de 2019   | 3 336 000 (21,6%) |
| 2            | 2            | «La maldición del vendedor de toallas» | Jordi Frades         | Daniel Martín Sáez de Parayuelo i Laura Sarmiento Pallarés                   | 16 de gener de 2019  | 2 434 000 (15,8%) |
| 3            | 3            | «Romance de las dos hermanas»          | Joan Noguera         | Fernando Navarro, Daniel Martín Sáez de Parayuelo i Laura Sarmiento Pallarés | 23 de gener de 2019  | 1 897 000 (12,9%) |
| 4            | 4            | «Segundas partes»                      | Joan Noguera         | Fernando Navarro, Daniel Martín Sáez de Parayuelo i Laura Sarmiento Pallarés | 30 de gener de 2019  | 1 834 000 (12,5%) |
| 5            | 5            | «Sal del Himalaya»                     | Salvador García Ruíz | Fernando Navarro, Daniel Martín Sáez de Parayuelo i Laura Sarmiento Pallarés | 6 de febrer de 2019  | 1 617 000 (10,5%) |
| 6            | 6            | «Romance de la loba parda»             | Salvador García Ruíz | Fernando Navarro, Daniel Martín Sáez de Parayuelo i Laura Sarmiento Pallarés | 13 de febrer de 2019 | 1 396 000 (9,8%)  |
| 7            | 7            | «Decepciones»                          | Jordi Frades         | Fernando Navarro, Daniel Martín Sáez de Parayuelo i Laura Sarmiento Pallarés | 20 de febrer de 2019 | 1 357 000 (10,0%) |
| 8            | 8            | «La frontera no espera»                | Joan Noguera         | Nacho Cabana, Daniel Martín Sáez de Parayuelo i Laura Sarmiento Pallarés     | 27 de febrer de 2019 | 1 281 000 (9,0%)  |
| 9            | 9            | «Mejor funcionario que millonario»     | Salvador García Ruíz | Nacho Cabana, Daniel Martín Sáez de Parayuelo i Chus Vallejo                 | 6 de març de 2019    | 1 254 000 (9,2%)  |
| 10           | 10           | «El animal durmiente»                  | Jordi Frades         | Nacho Cabana, Daniel Martín Sáez de Parayuelo y Chus Vallejo                 | 13 de març de 2019   | 1 298 000 (10,1%) |